# Янаґісава Акане
Янаґісава Акане (8 жовтня 1998) — японська синхронна плавчиня.
Учасниця Олімпійських Ігор 2020 року.
Призерка Чемпіонату світу з водних видів спорту 2022 року.